# Emmerson Mnangagwa
Emmerson Dambudzo Mnangagwa, även kallad "The Crocodile", född 15 september 1942 i Zvishavane (dåvarande Shabani) i dåvarande Sydrhodesia, är en zimbabwisk politiker. Han är sedan 19 november 2017 partiledare för det styrande Zanu-PF och sedan 24 november samma år Zimbabwes president.

## Biografi

### Uppväxt och utbildning
Mnangagwa föddes i Sydrhodesia (nuvarande Zimbabwe) som son till Mafidhi och Mhurai Mnangagwa, men familjen flyttade till Zambia 1955. Han utbildade sig på Lundi Primary School, Mumbwa Boarding School, University of Zambia, Kafue Trade School, Hodgson Technical College och University of London.

### Karriär
År 1962 gick han med i Zimbabwe African People’s Organization (ZAPO), som kämpade för självständighet från britterna. År 1963 fick han åka till Kina och Egypten för att utföra militäriska tjänster. Efter det åkte han tillbaka till sitt hemland för att fortsätta kämpa för självständighet. År 1965 blev han dock arresterad och dömdes för att ha sprängt ett tåg nära Masvingo. Mnangagwa fick tillbringa de följande tio åren i fängelse. Han förlorade hörseln på ena örat efter att ha blivit torterad i fängelset.
Mnangagwa var under många år en av de ledande personerna kring Zimbabwes president Robert Mugabe och anses ha varit den viktigaste kontakten mellan partiet och landets militär och underrättelsetjänst.
Mellan 2014 och november 2017 var han vicepresident, men avskedades strax innan militärkuppen i Zimbabwe 2017. Den 19 november 2017 ersatte han Mugabe som partiledare för Zanu-PF, som styrt Zimbabwe sedan landet blev självständigt 1980.
Den 24 november 2017 tillträdde han som Zimbabwes nye president. År 2023 valdes han om ännu en period.

## Böcker
Mnangagwa har även släppt en självbiografi med titeln "A life of a Sacrifice".

## Privatliv
Mnangagwas första fru var Jayne Matarise. Paret gifte sig 1973. Efter hennes död år 2002 gifte Mnangagwa om sig med Auxillia Mnangagwa. Han har nio barn, varav sex med sin första fru och tre med den nuvarande. Flera menar dock att han har fler barn. En brittisk tidning hävdar att han har arton barn.